# Oeseo-myeon, Suncheon
Oeseo-myeon (koreanska: 외서면) är en socken i kommunen Suncheon i provinsen Södra Jeolla i den södra delen av Sydkorea, 300 km söder om huvudstaden Seoul.